# Eccoptomera infuscata
Eccoptomera infuscata är en tvåvingeart som beskrevs av Einar Wahlgren 1918. Eccoptomera infuscata ingår i släktet Eccoptomera och familjen myllflugor. Arten är reproducerande i Sverige. Inga underarter finns listade i Catalogue of Life.